# هوارد كروسبي
هوارد كروسبي (بالإنجليزية: Howard Crosby)‏ هو عالم لغوي كلاسيكي وكاهن أمريكي، ولد في 27 فبراير 1826 في نيويورك في الولايات المتحدة، وتوفي بنفس المكان في 29 مارس 1891.